# Paralamyctes monteithi
Paralamyctes monteithi – gatunek parecznika z rzędu drewniakokształtnych i rodziny Henicopidae.
Gatunek ten opisany został w 2001 roku przez G.D. Edgecombego. Holotyp i dwa paratypy odłowiono na południowym krańcu gór Bluewater Range. Epitet gatunkowy nadano na cześć Geoffa Monteitha, który odłowił liczne okazy tego gatunku.
Parecznik ten osiąga do 27 mm długości ciała i do 2,4 mm długości tarczy głowowej. Ubarwienie okazów przechowywanych w alkoholu to różne odcienie pomarańczowego, na sternitach także żółtego, gdzieniegdzie z ciemnym lub kasztanowym nakrapianiem. Czułki składają się 18–25 (zwykle z 20) długich, rurkowatych członów i sięgają w tył do 4–5 tergitu. Tarcza głowowa jest gładka, silnie wcięta pośrodku przedniej krawędzi. Na brzusznej krawędzi owej tarczy leży narząd Tömösváry’ego. Pleuryt głowowy jest przewężony tuż za tym narządem. Coxosterna szczękonóży kształtu trapezowatego do prawie półokrągłego, na krawędzi dentalnej każdego z nich znajduje się 3–6 (wyjątkowo 7) małych, tępych ząbków. Żuwaczka z 4 parzystymi ząbkami, 10 aciculae i góra 10 palcowatymi pinnulami. Dodatkowe pole ząbkowe na żuwaczkach pozbawione jest rowków między ząbkami i na przedniej krawędzi, a największe z jego ząbków mają formę spłaszczonych łusek. Liczba porów koksalnych na poszczególnych biodrach wynosi u samic od 3 do 6, a u samców od 3 do 5. Kształt porów jest okrągły do poprzecznie jajowatego. Piętnasty sternit ma u samca tylną krawędź zaokrągloną, a u samicy poprzeczną lub wypukłą pośrodku.
Wij endemiczny dla Australii, rozprzestrzeniony we wschodnim Queensland.